# Кіїма
Кіїма́ (каз. Қима) — село у складі Жаксинського району Акмолинської області Казахстану. Входить до складу Жанакіїминського сільського округу.
Населення — 1187 осіб (2021; 1395 у 2009, 2094 у 1999, 2738 у 1989).
Національний склад станом на 1989 рік:
- росіяни — 34 %;
- казахи — 22 %.

Станом на 1989 рік село називалось Кійма.